# درو کردن (هنرهای رزمی)
دروکردن (جاروکردن) یکی از دو دسته از فنون هنرهای رزمی است. از حالت ایستاده، جاروها پرتاب یا برداشتن هستند که عمدتاً از پاها برای حمله به پاهای حریف استفاده می کنند. بر روی خاک ، جاروکردن ها تکنیک هایی برای معکوس کردن وضعیت گلاویزی از موقعیت دفاعی هستند.

## در حالت ایستاده
هنگام ایستادن، این تکنیکی است که برای بردن حریف به زمین با ضربه پاهای او از زیر آنها استفاده می شود، بنابراین به عنوان پرتاب یا انداختن طبقه بندی می شود. نیروی جاروکردن یا عمود بر پای حریف اجرا می شود یا در اثر برخورد با پا بالا می رود و پا را از روی زمین بلند می کند. می توان از جارو برای بردن حریف به زمین استفاده کرد یا به سادگی می تواند تعادل حریف را به اندازه کافی بر هم بزند تا یک فضای کافی برای مشت یا لگد ایجاد شود. در ژاپنی به آن آشی بارای (به انگلیسی : ashi-barai) می گویند.

## در حالت خاک
جارو زدن، زمانی که در زمینه نبرد خاک به آن اشاره می‌شود، تکنیکی است که برای انتقال از موقعیت خنثی یا دفاعی به موقعیت غالب استفاده می‌شود، مانند حرکت تمرین‌کننده از گارد حریف به فول گارد ، از این رو اصطلاح جایگزین «معکوس کردن» است. به عنوان تسلط مواضع معکوس شده است.

### Push Sweep
تکنیک Push Sweep یکی از جاروهای دفاعی است که در جیو جیتسو برزیلی توضیح داده شده است. ویژگی اصلی Push Sweep این است که تمرین‌کننده با پای خود زانوی حریف را از زیر آن بیرون می‌کشد، زمانی که تمرین‌کننده حریف را در گارد باز خود دارد. Push Sweep شبیه Scissor Sweep است که از حرکت قیچی پاها برای جارو کردن حریف استفاده می کند، اما جزئیات هل دادن زانوی حریف را از زیر آنها به بیرون اضافه می کند. این جزئیات اضافی زمانی مورد نیاز است که حریف یک پایه گسترده برای جلوگیری از Scissor Sweep نگه می دارد. 